# Callophrys obscurus
Callophrys obscurus är en fjärilsart som beskrevs av Ferris och Fisher 1973. Callophrys obscurus ingår i släktet Callophrys och familjen juvelvingar. Inga underarter finns listade i Catalogue of Life.